# Sphenoclea
Sphenoclea Gaertn., 1788 è un genere di piante angiosperme dell'ordine Solanales, unico genere della famiglia Sphenocleaceae T.Baskerv., 1839.

## Tassonomia
Il genere comprende le seguenti specie:
- Sphenoclea dalzielii N.E.Br.
- Sphenoclea zeylanica Gaertn.